# Perłówka kolorowa
Perłówka kolorowa (Melica picta) – gatunek rośliny wieloletniej z rodziny wiechlinowatych.

## Rozmieszczenie geograficzne
Występuje w środkowej i wschodniej Europie, w Turcji i rejonie Kaukazie. W Polsce gatunek bardzo rzadki, podawany z południowo-wschodniej części kraju.

## Morfologia

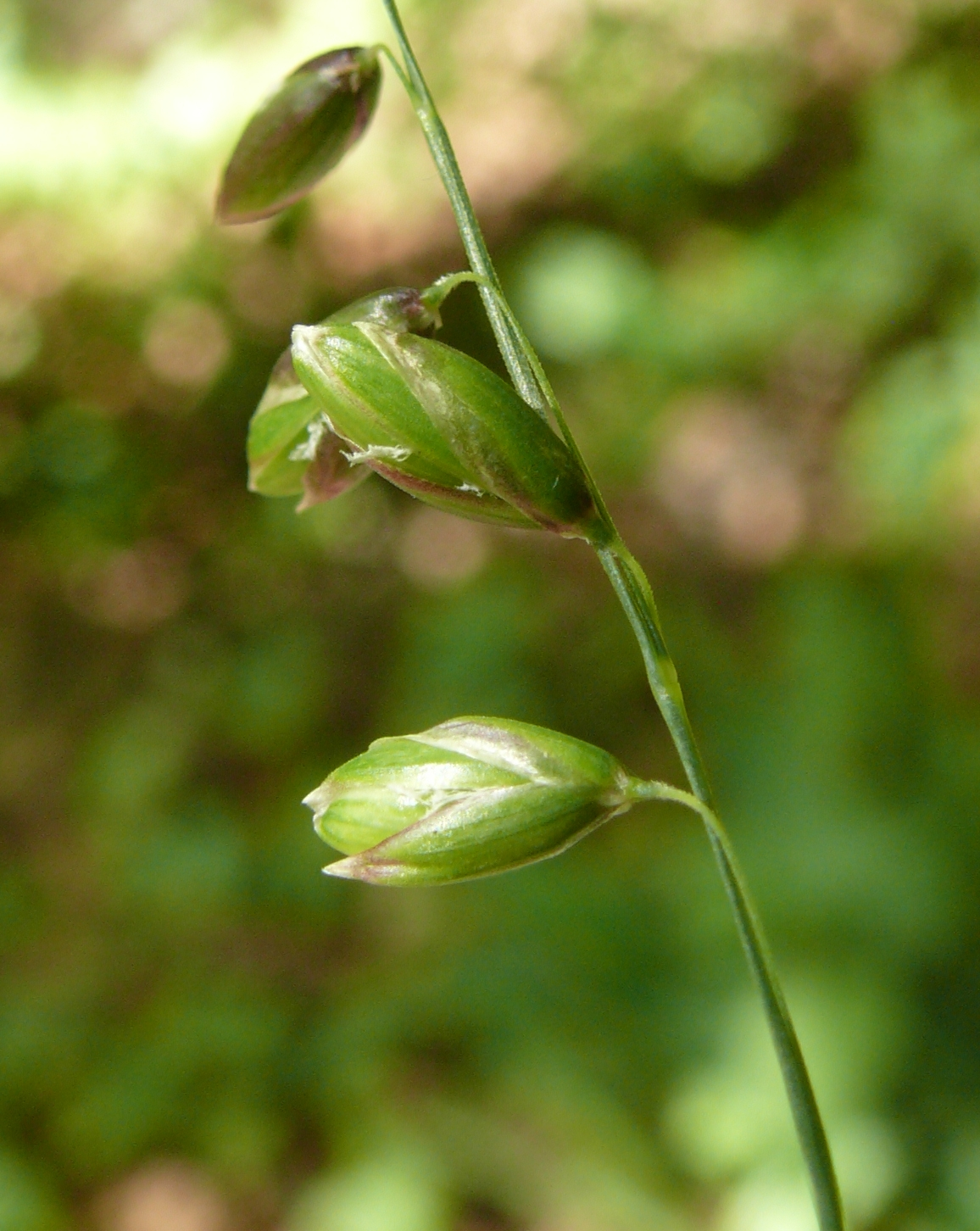
Kłoski

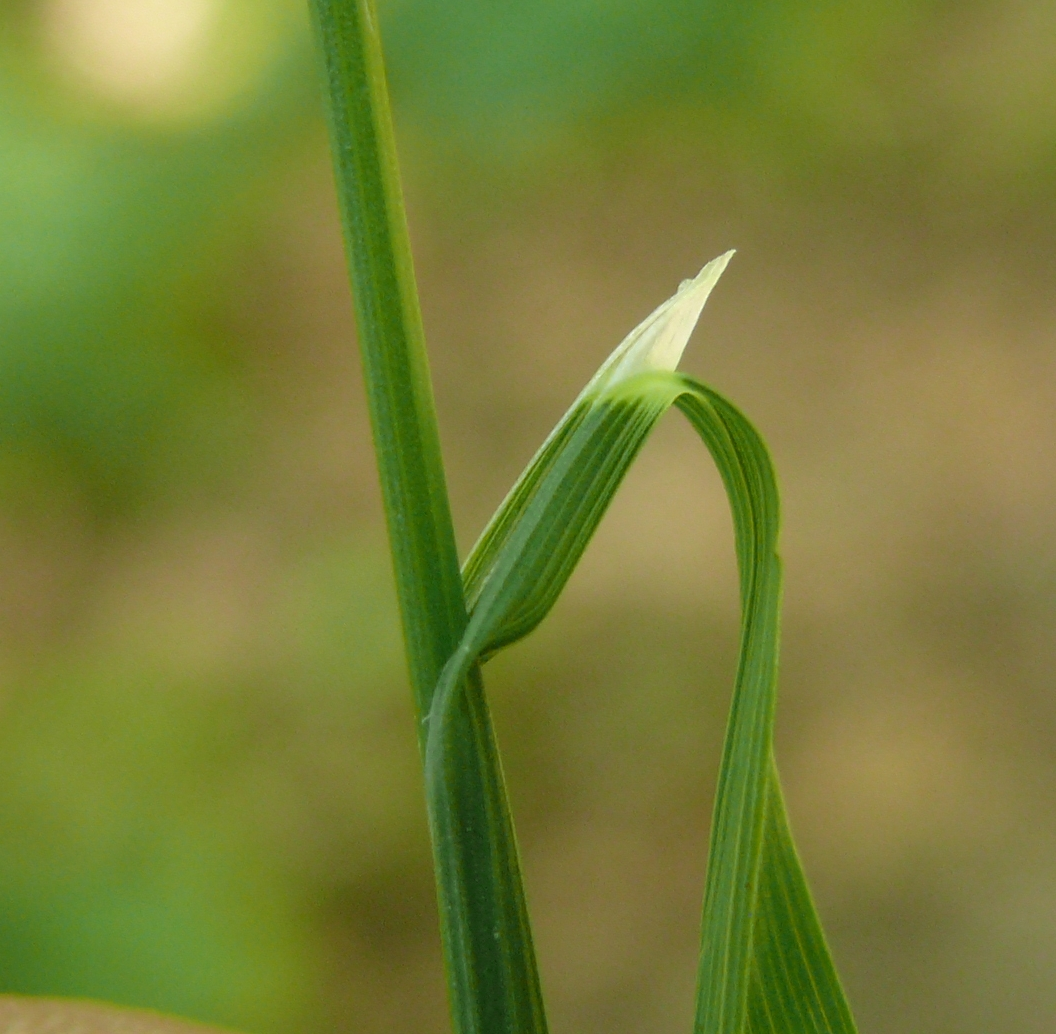
Odgięta nasada liścia z języczkiem

PokrójTrawa gęstokępkowa.
ŁodygaSzorstkie źdźbło, okryte u nasady brunatnymi pochwami liściowymi.
LiściePochwy liściowe i blaszki szorstkie. Języczek liściowy jajowato zaokrąglony, długości 2 mm.
KwiatyZebrane w kłoski do 8 mm długości, te z kolei zebrane w rozpierzchłą wiechę. Plewy czerwonofiołkowe. Plewka dolna drugiego kwiatu gładka, błyszcząca.
OwocZiarniak.

## Biologia i ekologia
Bylina, hemikryptofit. Rośnie w lasach liściastych. Kwitnie w maju i czerwcu.

## Zagrożenia
Roślina umieszczona na Czerwonej liście roślin i grzybów Polski (2006) w grupie gatunków rzadkich, potencjalnie zagrożonych (kategoria zagrożenia R). W wydaniu z 2016 roku otrzymała kategorię CR (krytycznie zagrożony).
Znajduje się także w Polskiej czerwonej księdze roślin w kategorii CR (krytycznie zagrożony).